# 安德里·薩多維
安德里·伊萬諾維奇·薩多維（羅馬化：Andrii Ivanovych Sadovyi；1968年8月19日—），烏克蘭政治家及商人，自2006年起担任西部城市利維夫市长。
他是自力更生黨的前领导人，亦是“Lux”媒体控股公司的联合创始人。萨多维伊曾于2019年1月8日参加2019年烏克蘭總統選舉，直至2019年3月1日决定退出。